# Syzygospora tumefaciens
Syzygóspora tumefáciens (лат.) — вид дрожалковых грибов, относящийся к роду Syzygospora.
Паразит шляпочных грибов, наиболее часто встречающийся на Gymnopus dryophilus. Образует мозговидные галлы на поверхности плодовых тел.

## Описание
Вызывает образование галлов мозговидной формы из гиф гриба-хозяина на поверхности различных частей плодовых тел. Само плодовое тело Syzygospora — тонкая плёнка на поверхности галлов. Гифы тонкостенные, до 3 мкм шириной, с пряжками. Базидии узкошишковидной формы, 40—80×8—18 мкм, с четырьмя или менее стеригмами до 8 мкм длиной каждая. Споры скошенно-каплевидные, 6—8×3—4,5 мкм, часто с масляными каплями. Конидиеносцы древовидные, с простыми септами. Конидии бластические, двух типов: мелкие яйцевидно-шаровидные и крупные удлинённо-эллиптические.
Встречаются на плодовых телах Gymnopus dryophilus и Rhodocollybia butyracea.

## Ареал
Широко распространённый в Северном полушарии вид, однако, отмечающийся достаточно редко.

## Синонимы
- Christiansenia tumefaciens Ginns & Sunhede, 1978basionym